# Edwin Pavón
Edwin Roberto Pavón León (La Lima, 6 novembre 1962 – La Lima, 28 dicembre 2018) è stato un allenatore di calcio honduregno.

## Carriera
Nella stagione 2000-2001 ha allenato l'Olimpia. Nel 2002 è diventato commissario tecnico della Nazionale honduregna. Ha guidato la Nazionale honduregna nella CONCACAF Gold Cup 2003. Nella stagione 2003-2004 è stato tecnico dello Xelajú MC. Nel 2004 ha firmato un contratto con il Motagua. Nel 2005 è diventato allenatore del Municipal Valencia. Nella stagione 2006-2007 ha guidato l'Hispano. Nel 2007 ha firmato un contratto con l'Atlético Olanchano. Nel 2010 ha allenato il Marathón. Nella stagione 2011-2012 è stato tecnico dell'Atlético Choloma.